# 氏名
氏名（しめい）は、人名を構成する氏と名である。現在、一般に「姓」や「名字（苗字）」と呼ばれているものの法律上における表現が「氏」である（ただし、歴史的にはそれぞれ意味を異にしている）。
現行の戸籍法では戸籍には戸籍内の各人について氏名を記載することとされている（戸籍法第13条第1号）。

## 氏

### 氏の法的性格
古来、個人がいずれの血族集団または家族集団に属する者かを示すために姓あるいは氏の制度が認められた。儒教思想の下での同姓不娶・異姓不養の原則でいう姓が血族集団を示すものであるのに対して、明治民法下での氏は家族集団である「家」の名称を示すものとされ、そこでは「戸主及ヒ家族ハ其家ノ氏ヲ称ス」と規定されていた（明治民法第746条）。
戦後の親族法改正時においても、氏については日本における習俗と国民感情を考慮して存続されることとなった。しかし、旧来の家制度については廃止され、現行法の下での氏の法的性格について以下のような見解に分かれている。
個人呼称説
氏を純粋に各人の同一性を識別するための個人の呼称とみる説。現在の民法学上の通説であるとされる。
血縁団体名称説（血統名説）
氏を各人の属する血縁団体（血縁）の名称とみる説。ただ、本来、中国の姓のように氏姓が血統を表している場合には、姓は出生によって定まるもので婚姻によっても変更されない。したがって、この説では現行の日本法における夫婦同氏の原則を説明するのに難があるとの批判がある。
家族共同体名称説（家族共同態名説）
氏を各人の属する家族（家族共同体）の名称とみる説。
同籍者集団名称説（同籍者名説）
氏を戸籍編製の基準となる同籍者集団の名称とみる説。この説に対しては氏の取得・変更は民法で定め戸籍法において反映されるべきもので本末転倒すべきでないとの批判がある。
多元的性格説
氏の法的性格について多元的に理解すべきとみる説。近時、氏には人の同一性を明らかにするとともに、現実の家族共同生活をする個人に共通する呼称としての性格を併せもっているとの見解が有力になっている。

### 氏の取得

#### 出生と氏
氏の取得を生来取得あるいは原始取得という。
嫡出子
嫡出子は父母の氏を称する（民法790条第1項本文）。これを親子同氏の原則という。ただし、子の出生前に父母が離婚したときは、離婚の際における父母の氏を称する（民法790条第1項但書）。
非嫡出子
非嫡出子は母の氏を称する（民法790条第2項）。父の認知があったときでも当然には父の氏を称することとはならず母の氏を称することになるが、後述の民法791条の規定に従って子の氏の変更も認められている。
棄児
発見された棄児については市町村長が氏名をつける（戸籍法第57条第2項）。

#### 子の氏の変更
- 子が父又は母と氏を異にする場合には、子は、家庭裁判所の許可を得て、戸籍法の定めるところにより届け出ることによって、その父又は母の氏を称することができる（民法791条第1項）。
- 父又は母が氏を改めたことにより子が父母と氏を異にする場合には、子は、父母の婚姻中に限り、前項の許可を得ないで、戸籍法の定めるところにより届け出ることによって、その父母の氏を称することができる（民法816条第2項）。
- 子が15歳未満であるときは、その法定代理人が、これに代わって、前二項の行為をすることができる（民法816条第3項）。
- 前三項の規定により氏を改めた未成年の子は、成年に達した時から一年以内に戸籍法の定めるところにより届け出ることによって、従前の氏に復することができる（民法816条第4項）。

### 氏の変動

#### 婚姻関係における氏

##### 夫婦同氏の原則
夫婦は、婚姻の際に定めるところに従い、夫又は妻の氏を称する（民法750条）。これを夫婦同氏の原則という。日本法が夫婦同氏の原則を採用したのは事実上の生活共同体としての構成員である点などを考慮したものと考えられている。
夫婦が婚姻時に選択した氏は「婚氏」と呼ばれる。当事者の婚姻前の氏とは関係のない第三者の氏とすることは許されない。
民法750条の法的性格については、夫婦が新たに氏を選定しているとみる説（新氏選定説）などもあるが、通説は氏の変更であるとする（氏変更説）。
夫婦は婚姻中において例外なく同一の氏を称することなる（この点は養親子関係の場合と異なる）。例えば、夫の氏を称することを選択した夫婦の場合においては、夫が養子縁組により氏を改めた場合（民法810条本文）、養子であった夫が養親と離縁した場合（民法816条）、夫が氏を異にする父又は母の氏へ変更した場合（民法791条）には、これに伴って妻の氏も改められる。
なお、現行法が夫婦同氏の原則を採用している点については、選択的夫婦別姓制度を導入すべきとの意見もあり議論がある（夫婦別姓の項を参照）。
なお、日本の戸籍実務上、日本人が外国人と結婚する場合には夫婦同氏の原則の適用はない（昭和20年4月30日民事甲899号回答、昭和42年3月27日民事甲365号回答）。この点について戸籍法は外国人と婚姻をした者がその氏を配偶者の称している氏に変更しようとするときは、その者は、その婚姻の日から6か月以内に限り、家庭裁判所の許可を得ないで、その旨を届け出ることができるとしている（戸籍法第107条第2項）。

##### 復氏の原則と例外
婚姻によって氏を改めた夫又は妻は、離婚又は婚姻の取消しによって婚姻前の氏に復する（民法767条第1項・民法771条・民法749条）。これを復氏の原則という（復氏の原則は離縁・縁組の取消しの場合にもあてはまる）。
例外として離婚又は婚姻の取消しによって婚姻前の氏に復した夫又は妻は、離婚の日から3か月以内に戸籍法の定めるところにより届け出ることによって、離婚の際に称していた氏を称することができる（民法767条第2項・民法771条・民法749条）。これを婚氏続称といい1976年（昭和51年）に導入された制度である。婚姻していた相手方の同意は不要である。
なお、離婚・婚姻の取消しの場合とは異なり、夫婦の一方の死亡の場合には当然には復氏しない。ただし、生存配偶者は戸籍法上の届出を行うことで婚姻前の氏に復することもできる（生存配偶者の復氏、民法751条、戸籍法第95条）。
なお、外国人と婚姻をし戸籍法第107条第2項の規定による届出を行って氏を変更した者が、離婚、婚姻の取消し又は配偶者の死亡の日以後にその氏を変更の際に称していた氏に変更しようとするときは、その者は、その日から3か月以内に限り、家庭裁判所の許可を得ないで、その旨を届け出ることができるとしている（戸籍法第107条第3項）。

#### 養子縁組と氏

##### 養子の氏
養子は養親の氏を称する（民法810条本文）。ただし、婚姻によって氏を改めた者については、婚姻の際に定めた氏を称すべき間は婚氏を優先する（婚氏優先の原則、民法810条但書）。
なお、養子が養親の氏を称することは縁組成立の効果として生じるものであって養親子関係の存在に基づく効果ではない。したがって、縁組によって養親の氏を称することとなった後に、養親の氏が変わったとしても養子の氏は当然には変更されない（この点は婚姻関係の場合と性質が異なる）。

##### 復氏の原則と例外
養子は離縁によって縁組前の氏に復する（民法816条第1項本文）。離婚や婚姻の取消しの場合と同じく復氏の原則という。ただし、配偶者とともに養子をした養親の一方のみと離縁をした場合は、この限りでない（民法816条第1項但書）。
例外として縁組の日から7年を経過した後に縁組前の氏に復した者は、離縁の日から3か月以内に戸籍法の定めるところにより届け出ることによって、離縁の際に称していた氏を称することができる（民法816条第2項）。これを縁氏続称という。

### 氏の法的効果
現行法上、氏の異同は原則として実体的権利関係を伴わず、親族的な法律関係とは何ら関係を持つものではない（復氏と姻族関係とは無関係である点、復氏と親権とは無関係である点、父の認知が直ちに子の氏に影響を与えることはない点、氏の異同は扶養義務や相続権に影響しない点など）。
ただし、例外的に祭祀財産の承継と戸籍の編製については氏を基準としている。

## 名

### 命名行為と法制度
現行の日本の民法や戸籍法は命名行為についての明文の規定を設けていない（発見された棄児についてのみ市町村長が氏名をつけることとする規定（戸籍法第57条第2項）がある）。
実際には戸籍法上の出生届出義務者が出生届において命名した名がその子の名となっている。
戸籍法第50条第1項は「子の名には、常用平易な文字を用いなければならない」と定め、第2項で「常用平易な文字の範囲は、法務省令でこれを定める」としている。そして、戸籍法施行規則第60条は「戸籍法第五十条第二項の常用平易な文字」について次のものとしている。 
1. 常用漢字表（平成二十二年内閣告示第二号）に掲げる漢字（括弧書きが添えられているものについては、括弧の外のものに限る。）
2. 別表第二に掲げる漢字（いわゆる人名用漢字）
3. 片仮名又は平仮名（変体仮名を除く。）

### 命名権の法的性格
命名権の法的性格については親権の一作用とみる説と子の人格権に由来するとみる説とに分かれている。
- 親権の一作用とみる説

子の命名権は親権の一作用であるとする説。現在の民法学上の通説とされる。
- 子の人格権に由来するとみる説

子の命名権は固有権として出生した子自身にあるのであって、親権者は子のために代行的に命名を行っているものとみる説。

## 氏名の変更

### 氏の変更
やむを得ない事由によって氏を変更しようとするときは、戸籍の筆頭に記載した者及びその配偶者は、家庭裁判所の許可を得て、その旨を届け出なければならない（戸籍法第107条第1項）。具体的な例としては、氏が珍奇・難解である場合、内縁関係にあり相手方の氏を通称してきた場合などがある。戸籍法の氏の変更の場合、その効果は同一戸籍に属するすべての者に及ぶ。

### 名の変更
正当な事由によって名を変更しようとする者は、家庭裁判所の許可を得て、その旨を届け出なければならない（戸籍法107条の2）。
「正当な事由」として名の変更が認められる例としては、名が珍奇・難解で社会生活上不利益を被る場合、同一地域・同一家族内に同姓同名の者がおり支障がある場合、通用名を長年使用してきた場合、営業上の必要で襲名を行う場合などがある。
名の変更は氏の変更に比して比較的広く認められているとされる。